# Amorgos
Amorgos (în greacă Αμοργός, Amorgós ;pronunțat [amorˈɣos]) este cea mai estică insulă a grupului de insule Ciclade și cea mai apropiată insulă de grupul de insule vecine Dodecanez din Grecia. Împreună cu 16 insulițe învecinate, dintre care cea mai mare (după suprafața de uscat) este Insula Nikouria, formează comuna Amorgos, care are o suprafață de 126.346 kilometri pătrați (48.782,463 mi2) și la recensământul din 2011 a avut o populație de 1.973.

## Geografie

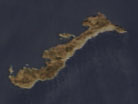
Imagine prin satelit a insulei Amorgos

Datorită poziției sale în apropierea orașelor ionice antice, cum ar fi Milet, Halicarnas și Efes, Amorgos a devenit unul dintre primele locuri din care ionienii au trecut prin Insulele Ciclade și spre continentul grecesc.

## Istorie

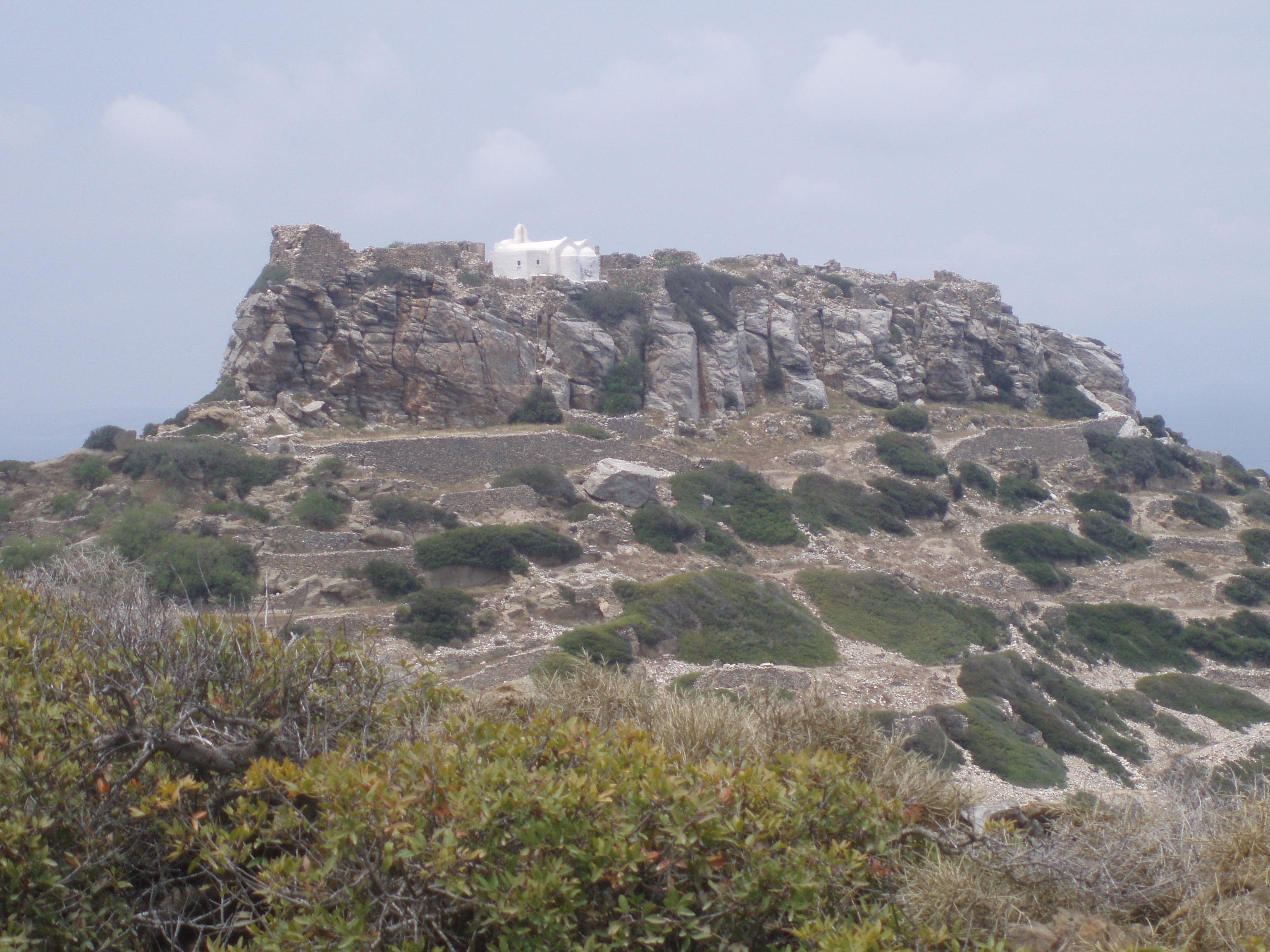
Acropola din Arkessini

De-a lungul istoriei, Amorgos a fost cunoscut și sub numele de Yperia, sau Platagy, Pagali, Psichia și Karkisia. Amorgos prezintă mai multe rămășițe ale civilizațiilor antice. Pe vremea Greciei arhaice, se găseau trei orașe-stat independente pe insulă. Se crede că aveau constituții autonome, dar aceeași monedă. Amorgos se remarcă prin mărimea și calitatea zidurilor care înconjoară orașul Arkesini, turnurile antice ale căror rămășițe sunt împrăștiate în jurul insulei, mormintele antice, uneltele de piatră, inscripțiile, vazele și alte antichități.
Datorită numelui Minoa, se bănuiește că insula Amorgos a fost colonizată de cretani din cele mai vechi timpuri, dar nu există dovezi arheologice suficiente care să susțină acest punct de vedere.
Insula a fost vizitată de exploratorii britanici James Theodore Bent⁠(d) și Mabel Bent⁠(d) în 1883/1884.

### Perioada cicladicul timpuriu

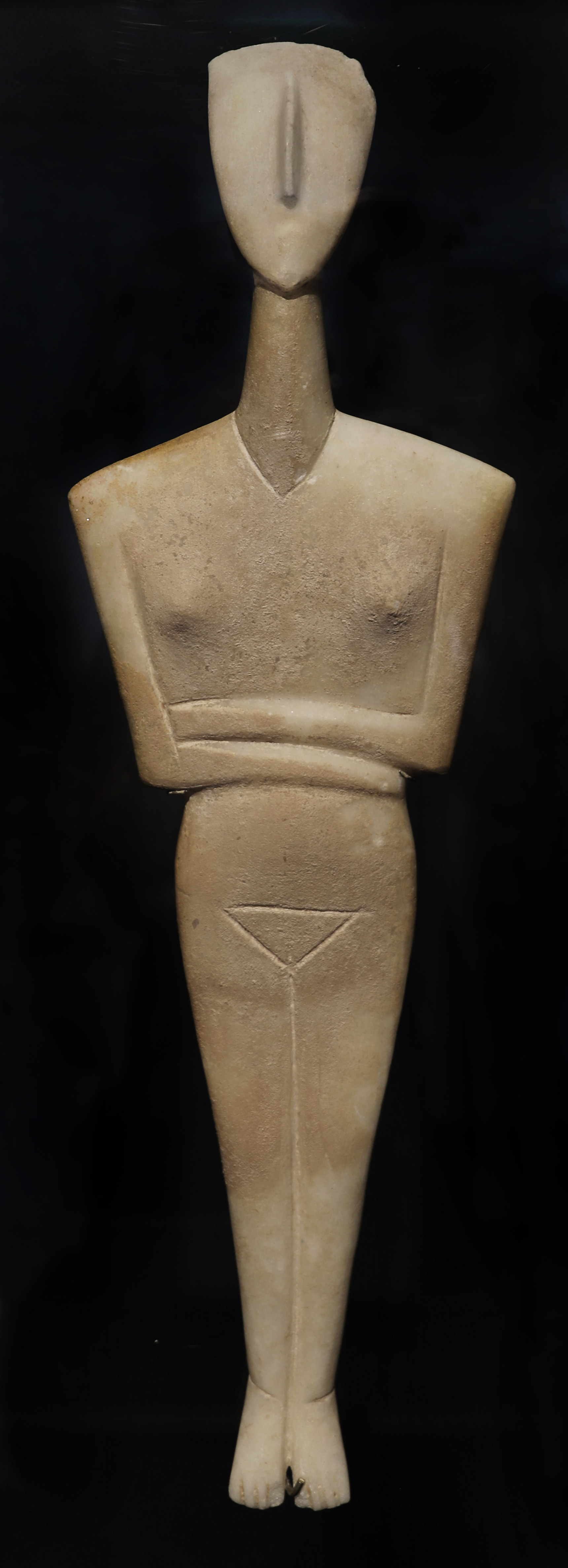
Figurină în „stilul Dokathismata”, perioada cicladicul timpurie II, faza (2800–2300 î.Hr.)

Săpăturile și descoperirile, în special ale mormintelor funerare, au dovedit prezența intensă a insulei Amorgos în anii preistorici, în special în prima perioadă a civilizației cicladice (3200-2000 î.Hr.).
Din an această perioadă sunt cunoscute aproape o duzină de centre locuite separate. Pe insula Amorgos s-au găsit mai multe figurine cicladice celebre. Figurinele în „stilul Dokathismata” au fost găsite inițial aici. Sculpturi cicladice au fost descoperite în cimitirele de la Aghia Paraskevi, Aghios Pavlos, Dokathismata, Kapros, Kapsala, Nikouria și Stavros. 
„Figurinele cicladice de tip Kapsala”, datând în jurul anului 2700 î.Hr., poartă numele unui loc descoperit în Amorgos. Acesta este cel mai vechi dintre „tipurile canonice” – o femeie culcată cu brațele încrucișate. Tind să aibă proporții zvelte și alungite. În acest moment, caracteristicile anatomice precum brațele sunt modelate tridimensional. La tipurile de mai târziu, sculptorii au avut tendința de a reda această trăsătură cu linii incizate. 
„Figurinele cicladice de tip Dokathismata” datează dintr-o perioadă ceva mai târzie, 2400–2100 î.Hr. În comparație cu statuetele de tip Spedos — cel mai comun și renumit tip de figurine cu forme fin modelate și oarecum rotunjite — statuetele de tip Dokathismata tind să aibă o siluetă mai zveltă și uneori chiar mai unghiulară.

### Perioada clasică
O parte a insulei poartă numele Aspis, zona unde se afla templul antic al zeiței Afrodita.
În aproximativ 630 î.Hr., poetul Semonide a condus întemeierea unei colonii de samieni pe Amorgos. Periplusul lui Pseudo-Scylax o menționează ca Tripolis. A făcut parte din Liga de la Delos. De asemenea, colonia a făcut parte din A Doua Ligă Ateniană (378 - 355 î.Hr.).
Numele celor trei orașe date de Ștefan din Bizanț sunt Arkesini, Minoa, Aigiali sau Melania care, conform inscripțiilor, sunt cele mai corecte. Cele trei orașe se găsesc pe coasta de vest a insulei, deoarece acolo se află golfuri și porturi naturale care ar putea oferi o poziție adecvată pentru orașele și forturile de pe litoral. Aigiali se afla în partea de nord-est a insulei, aproape de locațiile actuale ale satelor Tholaria și Stroumvos. Minoa era situată în centrul laturii de nord, lângă satul actual Katapola⁠(d) și Arkesini, aproape de locația actuală Kastri.
În 322 î.Hr., Atena și Macedonia au luptat în bătălia navală de la Amorgos, în care 270 de nave macedonene comandate de Cleitus⁠(d) au învins 170 de nave ateniene comandate de Euetion.
Istoricul Heraclides Lembus⁠(d) a scris că insula producea mult vin, precum și ulei de măsline și fructe.
Odată cu trecerea timpului, numele insulei s-a schimbat în Amolgon și Amourgon.

### Perioada bizantină, otomană și modernă
În secolul al V-lea, episcopul Teodor, care a participat la un sinod la Constantinopol, a semnat ca episcop al parienilor, sifnilor și amoulgienilor. A fost cunoscută sub numele de insula Yamurgi în timpul dominației otomane între 1566 și 1829.
La 9 iulie 1956, a avut loc un cutremur mare care a generat un tsunami local de până la 30 metri (98 ft). Șocul a avut o magnitudine de moment de 7,7 și a avut o intensitate Mercalli maximă de IX (Violent). Cincizeci și trei de persoane au fost ucise și 100 au fost rănite.

## Cinema și în cultura populară
Insula a fost prezentată în filmul Marele albastru (1988) al lui Luc Besson și în filmul Două bilete spre Grecia (Les Cyclades, Franța, 2022) al lui Marc Fitoussi⁠(d), în care pot fi văzute Agia Anna și mănăstirea Panagia Hozoviotissa. Insula a fost prezentată și în filmul Ariadni (2002) al lui Giorgos Kordelas. 
Amorgos a fost menționat online datorită asemănării numelui său cu cel al jocului video Among Us din 2018.

## Districte ale comunei

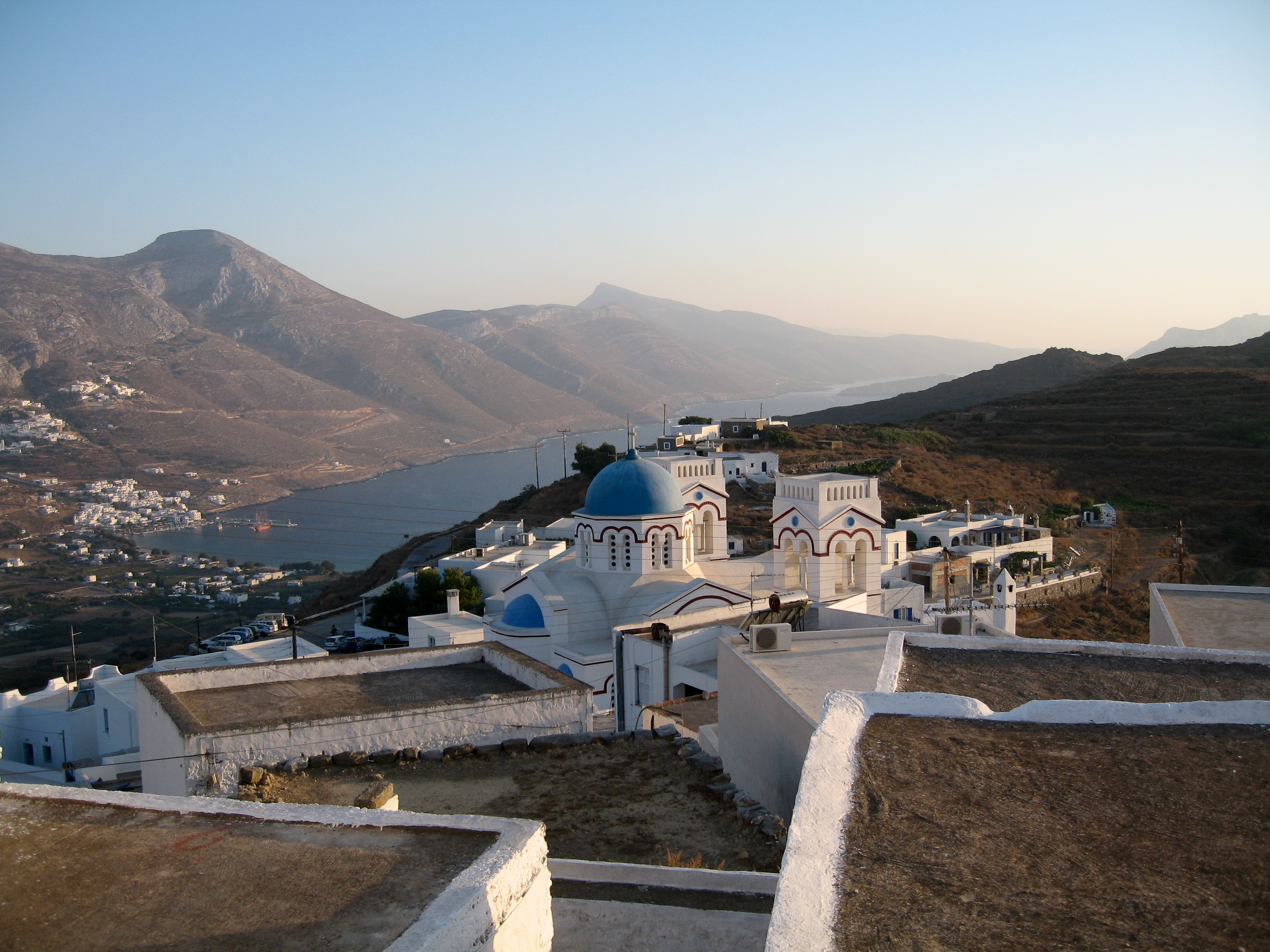
Vedere asupra satului Tholaria

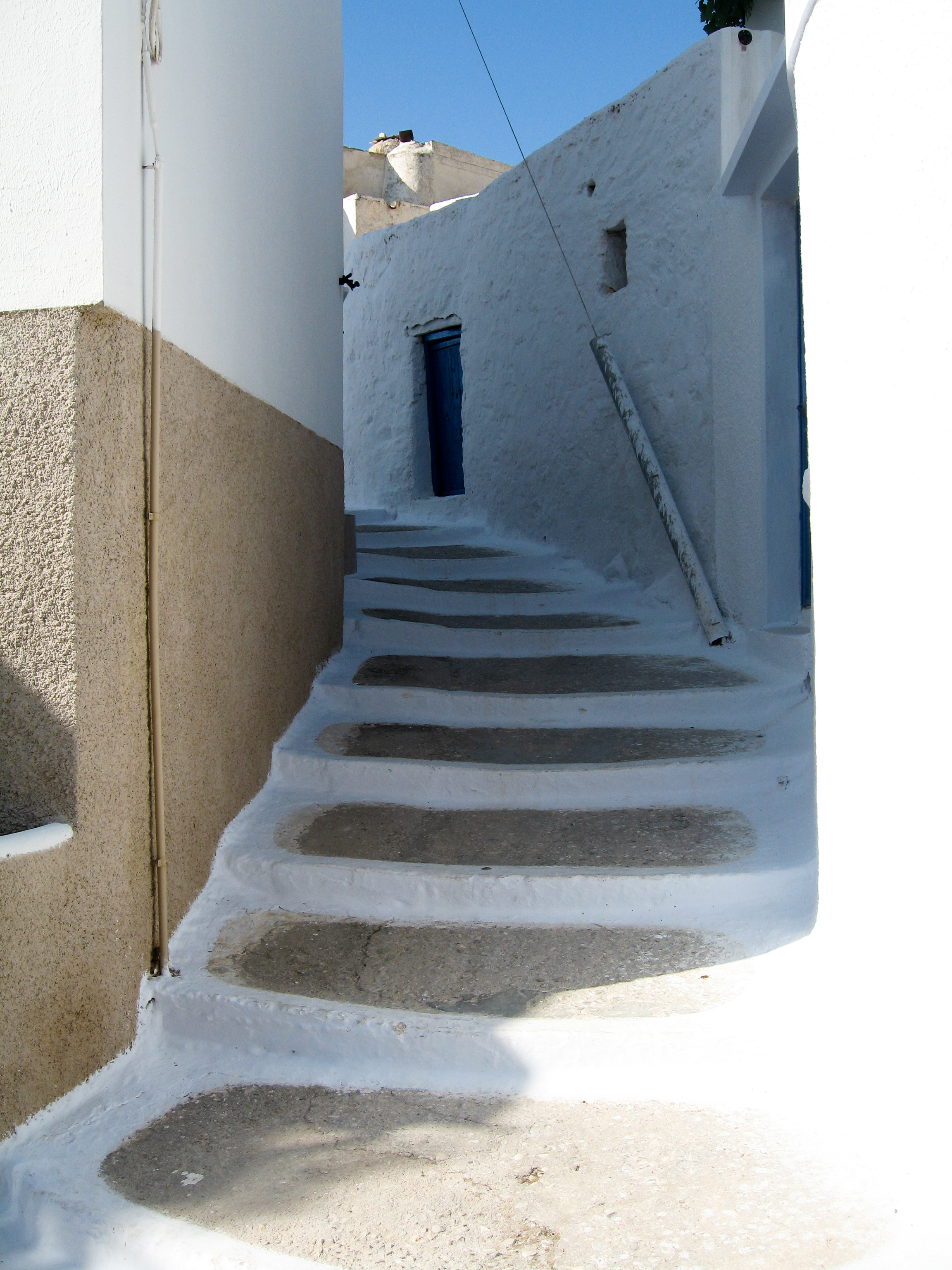
Stradă a satului Langada

Comuna Amorgos este subdivizată în următoarele comunități (populația la recensământul din 2011 și satele constitutive între paranteze):
- Aigiali⁠(d) (514, Aigiali, Agios Pavlos, Ormos Egialis⁠(d), Potamos)
- Amorgos (409, Chora, Kastelopetra)
- Arkesini (179, Arkesini, Kalotaritissa⁠(d), Kalofana, Mavri Myti, Rachoula)
- Katapola⁠(d) (595, Katapola, Lefkes, Nera, Xylokeratidi, Pera Rachidi, Rachidi, Christoulaki)
- Tholaria⁠(d) (189, Tholaria, Paralia Tholarian)
- Vroutsis (87, Vroutsis, Kamari)

## Populația istorică
| An   | Populația satului | Populația comunei |
| ---- | ----------------- | ----------------- |
| 1981 | 353               | –                 |
| 1991 | 330               | 1.632             |
| 2001 | 398               | 1.859             |
| 2011 | 397               | 1.973             |

## Climat
Amorgos are un climat mediteraneean cald de vară, cu temperaturi blânde tot anul.
| Date climatice pentru Aigiali, Amorgos (3m)                                | Date climatice pentru Aigiali, Amorgos (3m) | Date climatice pentru Aigiali, Amorgos (3m) | Date climatice pentru Aigiali, Amorgos (3m) | Date climatice pentru Aigiali, Amorgos (3m) | Date climatice pentru Aigiali, Amorgos (3m) | Date climatice pentru Aigiali, Amorgos (3m) | Date climatice pentru Aigiali, Amorgos (3m) | Date climatice pentru Aigiali, Amorgos (3m) | Date climatice pentru Aigiali, Amorgos (3m) | Date climatice pentru Aigiali, Amorgos (3m) | Date climatice pentru Aigiali, Amorgos (3m) | Date climatice pentru Aigiali, Amorgos (3m) | Date climatice pentru Aigiali, Amorgos (3m) |
| Luna                                                                       | Ian                                         | Feb                                         | Mar                                         | Apr                                         | Mai                                         | Iun                                         | Iul                                         | Aug                                         | Sep                                         | Oct                                         | Nov                                         | Dec                                         | Anual                                       |
| -------------------------------------------------------------------------- | ------------------------------------------- | ------------------------------------------- | ------------------------------------------- | ------------------------------------------- | ------------------------------------------- | ------------------------------------------- | ------------------------------------------- | ------------------------------------------- | ------------------------------------------- | ------------------------------------------- | ------------------------------------------- | ------------------------------------------- | ------------------------------------------- |
| Maxima medie °C (°F)                                                       | 14.9 (58,8)                                 | 15.7 (60,3)                                 | 17.4 (63,3)                                 | 19 (66)                                     | 23.7 (74,7)                                 | 27 (81)                                     | 27.9 (82,2)                                 | 28.3 (82,9)                                 | 26.4 (79,5)                                 | 24.6 (76,3)                                 | 20.9 (69,6)                                 | 17.8 (64)                                   | 21,97 (71,54)                               |
| Minima medie °C (°F)                                                       | 10.8 (51,4)                                 | 11.5 (52,7)                                 | 12.9 (55,2)                                 | 14.4 (57,9)                                 | 17.6 (63,7)                                 | 22 (72)                                     | 23.1 (73,6)                                 | 23.6 (74,5)                                 | 22.2 (72)                                   | 20.3 (68,5)                                 | 17.3 (63,1)                                 | 14.2 (57,6)                                 | 17,49 (63,49)                               |
| Precipitații mm (inches)                                                   | 179.2 (7.055)                               | 146.6 (5.772)                               | 79.4 (3.126)                                | 54 (2.13)                                   | 7 (0.28)                                    | 1 (0.04)                                    | 0 (0)                                       | 0 (0)                                       | 8.3 (0.327)                                 | 16.5 (0.65)                                 | 46.6 (1.835)                                | 86.1 (3.39)                                 | 624,7 (24,594)                              |
| Sursă: http://penteli.meteo.gr/stations/amorgos/ (Mediile din 2019 - 2020) |                                             |                                             |                                             |                                             |                                             |                                             |                                             |                                             |                                             |                                             |                                             |                                             |                                             |

## Repere

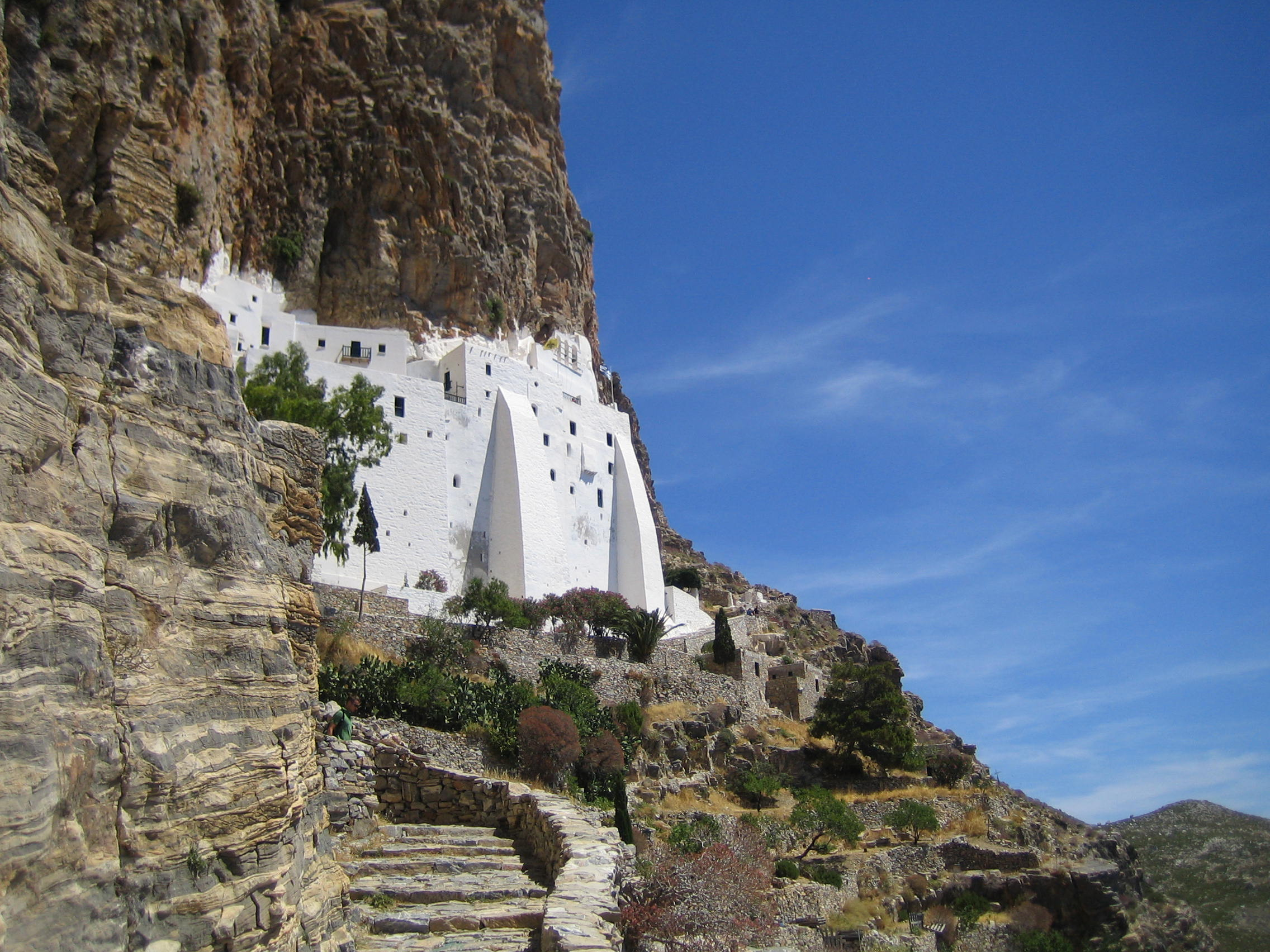
Mănăstirea Panagia Hozoviotissa.

Mănăstirea Panagia Hozoviotissa este situată pe stânci, la nord-est de Chora. A fost construită la începutul mileniului al II-lea pentru a proteja de intruși o icoană religioasă, datând din anul 812. Icoana este expusă public în incinta mănăstirii. Ora de deschidere zilnică pentru vizitatori este de la ora 8:00  până la 13:00 și de la 17:00  până la 7:00. Vizitatorii trebuie să fie îmbrăcați într-un mod specific pentru a intra. Bărbații trebuie să poarte pantaloni lungi, iar femeile o fustă până la genunchi, nu pantaloni. Din iulie 2012, mănăstirea este activă și aici se află trei călugări practicanți.
Turismul crește încet, deși caracteristicile geografice ale insulei împiedică turismul în masă. Insula este accesibilă doar cu barca. Cele trei locuri de cazare turistice principale sunt situate în Katapola, Aegiali și Chora. Traseele de drumeții sunt relativ bine întreținute. Alte activități includ scuba diving, scufundări libere și vizitarea plajelor insulei (deși aceasta nu este principala sa atracție, ca în alte insule grecești).
Un alt reper în zonă este un grup de mori de vânt care poate fi văzut pe un deal deasupra Chorei. Câteva dintre ele pot fi vizitate, în timp ce altele sunt fie încuiate, fie în ruine. Se ajunge ușor in locație fie cu mașina, fie pe jos, trecând prin Chora.